# Lotería de Nueva Jersey
La Lotería de Nueva Jersey (en inglés: New Jersey Lottery) es una lotería que pertenece al estado de Nueva Jersey en Estados Unidos. Entre los juegos que opera están Mega Millions, Pick 3, Pick 4, Jersey Cash 5, y Pick-6. La lotería posee su sede central en One Lawrence Park Complex en municipio de Lawrence, del Condado de Mercer.
Algunos juegos que operaba anteriormente eran Lotzee y Lucky 7, los cuales ofrecían premios potencialmente mayores que los que se ofrecen en los juegos Pick 3 y Pick 4.
Un acuerdo entre Mega Millions y el grupo Powerball fue alcanzado en octubre de 2009. Los tickets de Powerball están disponibles en New Jersey Lottery desde el 31 de enero de 2010.
Los jugadores de la Lotería de Nueva Jersey deben tener 18 años de edad como mínimo. El canal de televisión New Jersey Network (NJN) emite los sorteos en vivo dos veces al día, los siete días de la semana; los mediodías a las 12:57 PM (hora del Este) y las noches a las 7:56 PM (hora del Este). NJN también emite los sorteos de Mega Millions dos veces a la semana a las 10:59 PM cada noche de martes y viernes.

## Cash4Life
El 13 de junio de 2014, Nueva York y Nueva Jersey comenzaron las ventas de Cash4Life, que reemplazó a Sweet Million en Nueva York. Los juegos cuestan $2 cada uno. El primer sorteo tuvo lugar el 16 de junio. El juego se ha expandido desde entonces; a partir del 1 de julio de 2019, el juego es ofrecido por nueve loterías estatales y se realiza todos los días.
Los jugadores eligen 5 de 60 números en un campo, y 1 de 4 números verdes "Cash Ball" en el segundo campo. Los sorteos se realizan en vivo desde Nueva Jersey todas las noches a las 9 p. m. hora del Este en Zona horaria del Este en Livestream. El premio mayor es de $1,000 al día de por vida, mientras que el segundo premio es de $1,000 a la semana; ambas categorías de premios tienen una opción de efectivo.
De manera inusual, Nueva Jersey requiere que los jugadores elijan efectivo o anualidad al jugar Cash4Life, en lugar de hacerlo después de ganar. La opción de efectivo (si se elige) es vinculante, mientras que un boleto de anualidad se puede cambiar a efectivo después de ganar. El 15 de mayo de 2017, se agregó Doubler NJ (disponible solo en Nueva Jersey, de ahí el nombre de la característica) a cada juego de Cash4Life por $1 adicional. Todos los premios que no sean "de por vida" duplican las ganancias. Doubler NJ se aplica a cada juego de $3 en un boleto.

## Mega Millions
El 6 de septiembre de 1996, seis loterías iniciaron un juego multi-jurisdiccional, entonces conocido como The Big Game. En 1999, New Jersey Lottery se convirtió en su primer miembro adicional. El nombre actual, Mega Millions, fue adoptado en 2002; al poco tiempo después, el nombre The Big Game fue retirado. El pozo comienza con un mínimo de 12 millones de dólares.

## Powerball
Powerball es un juego de multi-loterías que para 2009 tenía 33 miembros. Powerball se inició en 1992. El 13 de octubre de 2009, la Asociación de Loterías Multi-Estatales y el consorcio de Mega Millions lograron un acuerdo para vender los juegos Mega Millions y Powerball en todas las jurisdicciones de lotería de Estados Unidos.

## Juegos Instantáneos
Desde el 17 de julio de 1975, Nueva Jersey ha ofrecido numerosos juegos de rasca y gana, llamados "Juegos Instantáneos", con diversos puntos de precio, premios, formatos y temas.

## Fast Play (Juego Rápido)
La Lotería ofrecía una forma de juego instantáneo conocida como Instant Match (Emparejamiento Instantáneo). Disponible como una adición de $1 a los boletos de Pick-3, Pick-4 y Jersey Cash 5, el generador de números aleatorios de la terminal de lotería producía un conjunto de números del mismo tamaño que el juego principal. Si alguno de los números generados al azar coincide con los números elegidos en el boleto, el jugador gana la cantidad de premio indicada.
En 2015, esto fue reemplazado por una serie de juegos conocidos como Fast Play (Juego Rápido), que son juegos instantáneos similares a un boleto de rasca y gana, pero generados por la terminal de lotería. Los costos y los valores de los premios varían entre los juegos. Un juego, Jersey Jackpot (Premio de Nueva Jersey), presenta un premio mayor progresivo.

## Juegos de sorteo retirados

### Lotzee
Lotzee (estilizado como LOTZEE) fue un juego ofrecido desde el 14 de junio de 1998 hasta el 13 de septiembre de 2003. Originalmente, se realizaba un sorteo una vez a la semana los sábados, y luego se expandió con un sorteo los miércoles antes de ser descontinuado. No fue popular entre los jugadores, quienes consideraron que las reglas, que incluían una combinación de números seleccionados por el jugador y la máquina, eran demasiado complejas y confusas. El premio mayor era de $500,000 en efectivo; aunque no era un premio mayor progresivo, el premio se dividía si había múltiples ganadores.
Un jugador podía elegir 4 de entre 77 números numerados del 0 al 76.

### Lottery Bingo
Lottery Bingo era un juego de estilo Pick 5. Las fechas de lanzamiento y finalización son desconocidas. Se realizaba solo los miércoles. El jugador debía elegir 1 número de cada columna de letras (por ejemplo: B15, I30, N45, G60 y O75). El sorteo se realizaba con una sola máquina que tenía 5 jaulas de bingo (la primera jaula cargada con los números B, la segunda con los números I, y así sucesivamente). Los jugadores debían acertar los cinco números de bingo en orden para ganar un premio. Había premios por acertar 2, 3 o 4 números en orden. Los sorteos se realizaban semanalmente.

### Monopoly Millionaires' Club
Monopoly Millionaires' Club comenzó el 19 de octubre de 2014. Su único ganador del premio mayor fue comprado en Nueva Jersey. En diciembre de 2014, se anunció que debido a las bajas ventas entre los 23 miembros, se suspenderían las ventas del juego.

## Sorteos
La New Jersey Network (NJN) transmitía sorteos televisados en vivo dos veces al día, los siete días de la semana; al mediodía a las 12:59 p. m., hora del Este, y por la noche a las 10:57 p. m., hora del Este. Además, NJN transmitía los sorteos de Mega Millions dos veces por semana a las 10:59 p. m., hora del Este, todos los martes y viernes por la noche, así como los sorteos de Powerball los lunes, miércoles y sábados a la misma hora. El 1 de julio de 2011, la Lotería de Nueva Jersey se convirtió en la primera lotería en la nación en transmitir sus sorteos en vivo desde la sede de la Lotería de Nueva Jersey en el sitio web de la Lotería de Nueva Jersey o en el canal de Ustream de la Lotería de Nueva Jersey. El 6 de septiembre de 2011, los sorteos volvieron a transmitirse en televisión en NJTV con una demora de una hora; los sorteos en vivo continuaron realizándose en la sede de la Lotería y se transmitieron en línea. El 4 de junio de 2012, los sorteos en vivo del canal Ustream de la Lotería de Nueva Jersey se trasladaron a Livestream.
El 1 de enero de 2013, los sorteos de la Lotería de Nueva Jersey regresaron a la televisión. Los sorteos se transmitieron en WLNY (canal 10/55) en el norte de Nueva Jersey y en WPSG-TV (canal 57) en el sur de Nueva Jersey, ambos propiedad de CBS. Estos fueron los primeros sorteos de la Lotería de Nueva Jersey en ser transmitidos en televisión comercial. El 1 de julio de 2014, los sorteos en vivo de la Lotería de Nueva Jersey se trasladaron a WPIX/canal 11 (Nueva York) y WPHL/canal 17 (Filadelfia), ambos anteriormente propiedad de Tribune Broadcasting. El mismo día, Erica Young (hija del difunto presentador de sorteos de la Lotería de Nueva Jersey, Hela Young) fue presentada como la nueva presentadora de sorteos de la lotería. El 11 de mayo de 2018, Erica Young presentó su último sorteo de la Lotería de Nueva Jersey y asumió un nuevo cargo en la Lotería. El mismo día, la lotería anunció que ya no transmitiría sorteos al mediodía en WPIX & WPHL. El 14 de mayo de 2018, se presentó a Lauren Berman como la nueva presentadora de sorteos de la Lotería de Nueva Jersey. El 22 de junio de 2020, la Lotería del Estado de Nueva Jersey anunció que ya no transmitiría sorteos en WPIX y WPHL, pero aún los transmitiría en vivo en su sitio web, página de Facebook, canal de YouTube y Livestream. Además, los sorteos nocturnos se trasladaron de las 7:57 p. m. a las 10:57 p. m.. Los sorteos de Mega Millions y Powerball continuaron transmitiéndose en WABC-TV y WXTV-DT (en español) en Nueva York y en WTXF-TV en Filadelfia, aunque WABC-TV ocasionalmente transmite los sorteos de Powerball, especialmente cuando el premio mayor de Powerball es significativamente alto. Debido a la pandemia de COVID-19, los sorteos en vivo son presentados por locutores no visibles.
Todos los sorteos de la Lotería de Nueva Jersey se llevan a cabo en vivo desde la Sede de la Lotería de Nueva Jersey en el Complejo Lawrence Park en Trenton, Nueva Jersey. Pick 3, Pick 4, Fireball, Jersey Cash 5 y Pick 6 se sortean en el Estudio A. Los sorteos nocturnos de Cash4Life se llevan a cabo en el Estudio B. Todos los sorteos de la Lotería de Nueva Jersey están bajo la observación de Mercadien P.C., una firma de contadores públicos y gestión de activos.
| Game                     | Ticket Sales Cutoff | Draw Days                     | Draw Times        |
| ------------------------ | ------------------- | ----------------------------- | ----------------- |
| Pick 3 & Pick 4 Fireball | 12:53pm & 10:53pm   | Daily                         | 12:59pm & 10:57pm |
| Jersey Cash 5 Xtra       | 10:53pm             | Daily                         | 10:57pm           |
| Pick 6                   | 10:53pm             | Monday & Thursday             | 10:57pm           |
| Cash4Life                | 8:46pm              | Daily                         | 9pm               |
| Mega Millions            | 10:45pm             | Tuesday & Friday              | 11pm              |
| Powerball                | 10pm                | Monday, Wednesday, & Saturday | 10:59pm           |

Los sorteos en vivo se llevan a cabo en Livestream, la página de Facebook de la Lotería de Nueva Jersey y el canal de YouTube de la Lotería de Nueva Jersey para los juegos Pick 3, Pick 4 y Jersey Cash 5 con Fireball.
Los sorteos en vivo se llevan a cabo en WABC-TV (en algunas ocasiones), WXTV-DT (en español) y WTXF-TV para los juegos Mega Millions y Powerball.
Los sorteos en vivo se llevan a cabo únicamente en Livestream para el juego Cash4Life.

## Anfitriones actuales
- Renai Ellison
- Joe DeRose
- Meredith Orlow (anteriormente conocida como Meredith Parker)

## Anfitriones anteriores
- Carmen Delia-Bryant
- Hela Young (fallecida)
- Dick LaRossa